# Алексеев-Месхиев, Юрий Константинович
Юрий Константинович Алексеев-Месхиев (1917—1946) — советский актёр.

## Биография

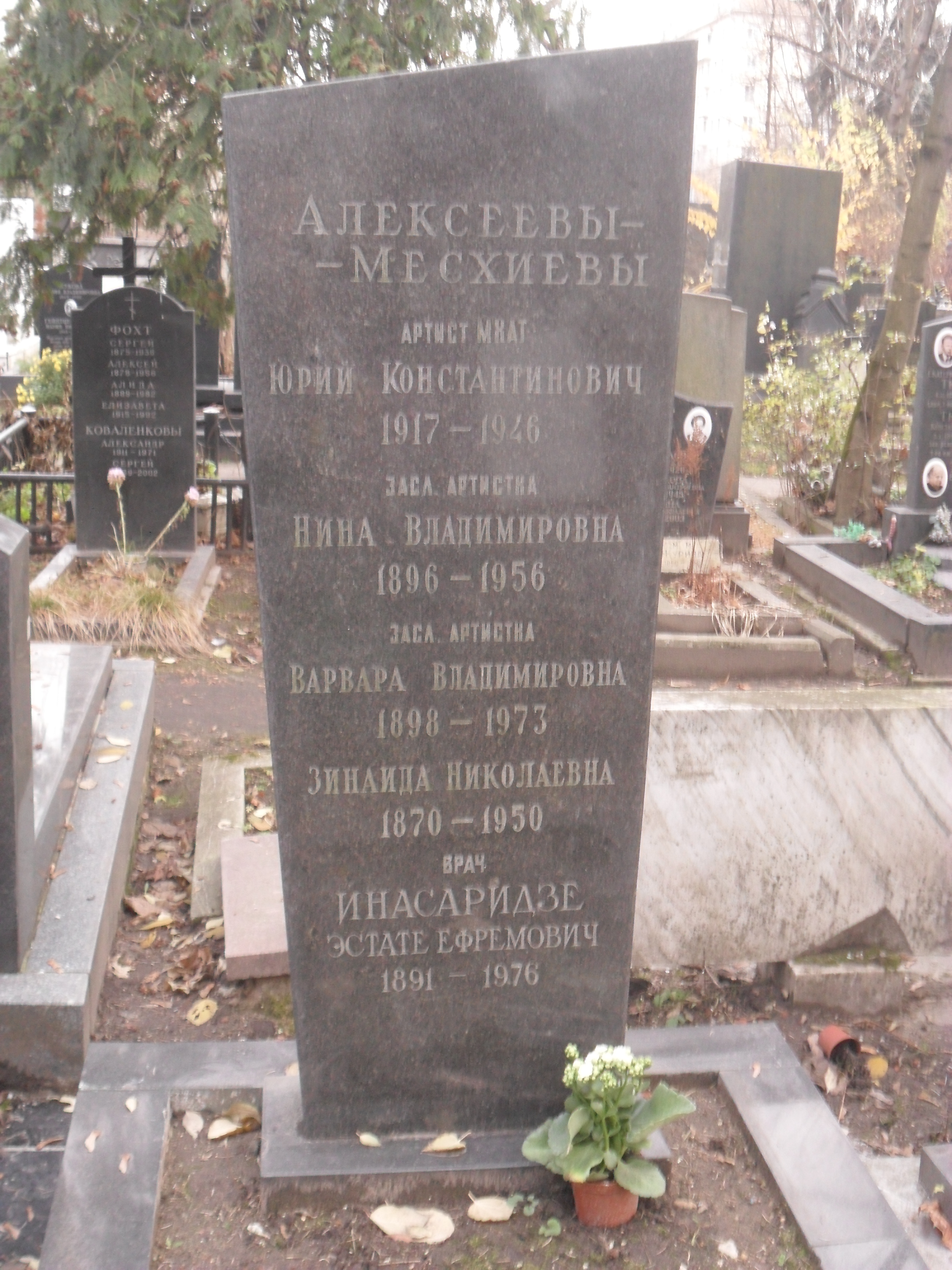
Могила Алексеева-Месхиева на Новодевичьем кладбище Москвы

Родился в 1917 году. Представитель третьего поколения театральной династии Алекси-Месхишвили: внук актёра и режиссёра Владимира Алекси-Месхишвили, сын его дочери Нины.
Поступил в театральную школу Второго МХАТа. После его закрытия в 1936 году перешёл в Театральное училище имени Щукина, которое и окончил в 1939 году. Учился на одном курсе с Юрием Любимовым. Недолгое время был первым мужем своей однокурсницы — советской кинозвезды Людмилы Целиковской.
В 1939—1942 гг. в труппе Театра имени Вахтангова. Был занят в небольших ролях в спектаклях «Путь к победе» (комендант), «Фельдмаршал Кутузов» (Бекетов), «Принцесса Турандот» (мудрец), «Дон Кихот» (мажордом).
В 1942—1945 гг. в эвакуации в Тбилиси. Играл в Тбилисском русском драматическом театре имени Грибоедова, в том числе в постановках по пьесам Александра Островского «Последняя жертва» (Дульчин, режиссер Абрам Рубин) и «Лес» (Буланов, режиссер Анатолий Смиранин). В первой из этих постановок сценической партнёршей Алексеева-Месхиева стала его тётя Варвара Алексеева-Месхиева.
В 1942 году снялся на Тбилисской киностудии в кинофильме «Неуловимый Ян» (режиссёры Исидор Анненский и Владимир Петров), о чехословацком антифашистском сопротивлении.
В 1945 году вернулся в Москву и поступил в труппу МХАТа.
Умер в 1946 году. Похоронен на Новодевичьем кладбище (участок 2).